# Alveringem

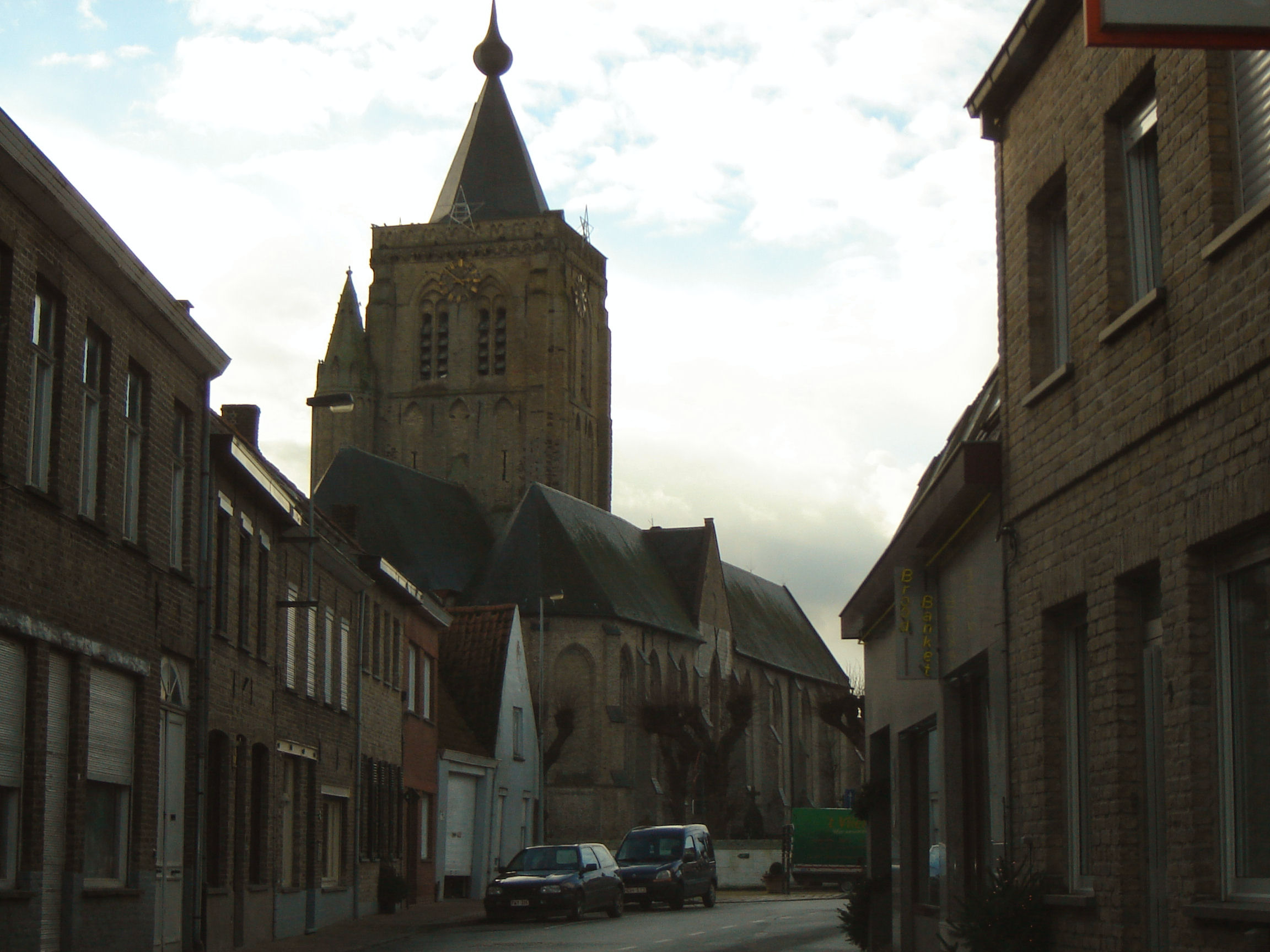
Alveringem.

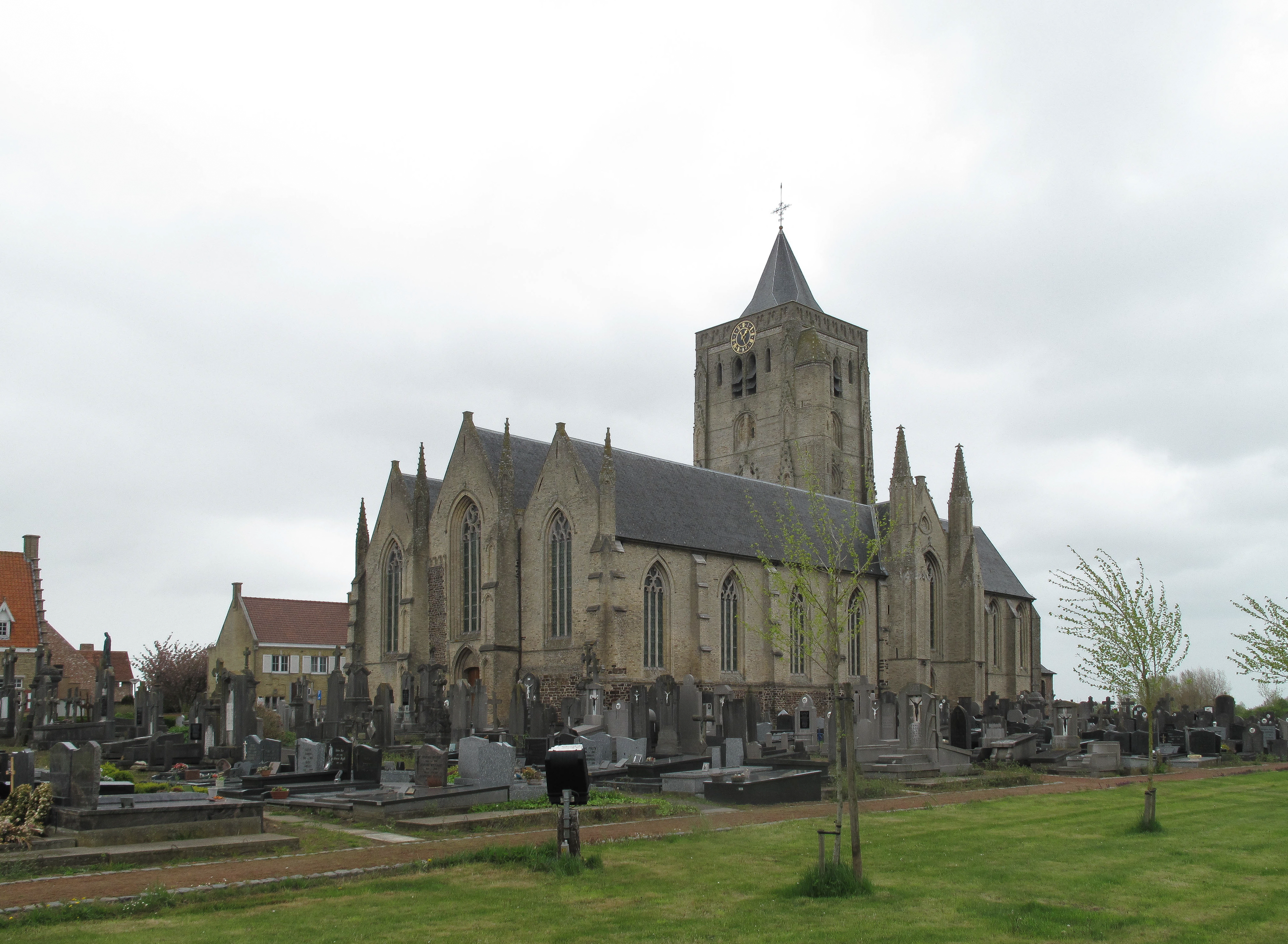
Beveren

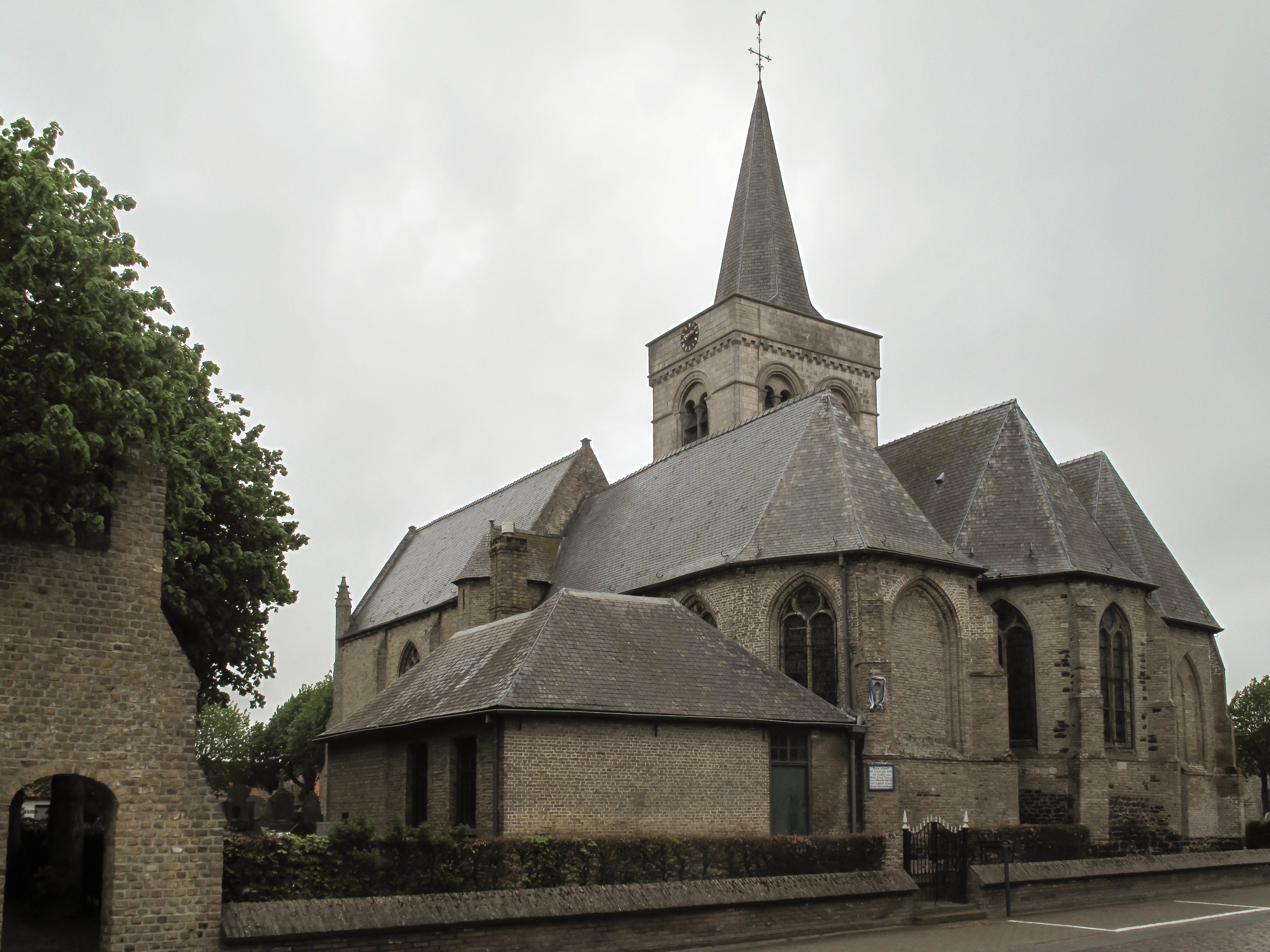
Izenberge

Alveringem es un municipio de Bélgica, situada en la provincia de Flandes Occidental. Forma parte del Arrondissement de Veurne. A comienzos de 2018 contaba con una población total de 5.089 personas. La extensión del término es de 80,01 km², con una densidad de población de 63,6 habitantes por km².

## Geografía
- Altitud: 3 metros.
- Latitud: 51º 01' N
- Longitud: 002º 43' E

### Secciones del municipio
El municipio comprende los antiguos municipios, que se fusionaron en 1977:
| - Alveringem - Beveren aan de IJzer - Gijverinkhove - Hoogstade - Izenberge - Leisele - Oeren - Sint-Rijkers - Stavele |

## Demografía

### Evolución
Todos los datos históricos relativos al actual municipio, el siguiente gráfico refleja su evolución demográfica, incluyendo municipios después de efectuada la fusión el 1 de enero de 1977.
| Gráfica de evolución demográfica de Alveringem entre 1846 y 2020 |
|                                                                  |